# Ciempozuelos

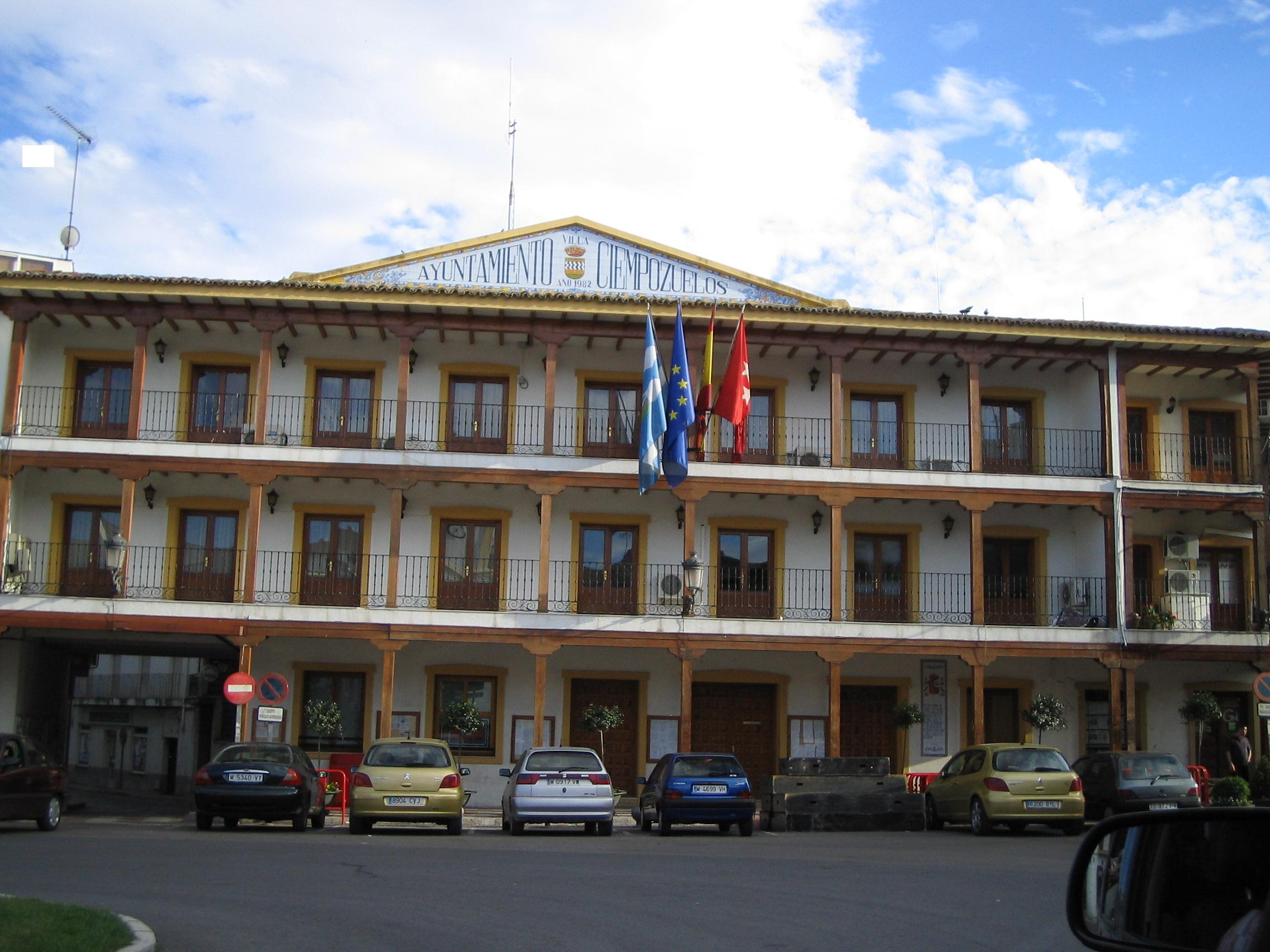
Ayuntamiento.

Ciempozuelos là một đô thị trong Cộng đồng Madrid, Tây Ban Nha. Đô thị Ciempozuelos có diện tích 49,6 km², dân số theo điều tra năm 2010 của Viện thống kê quốc gia Tây Ban Nha là người. Đô thị Ciempozuelos nằm ở khu vực có độ cao 568 mét trên mực nước biển.